# Jussef Matta
Jussef Matta (* 3. prosince 1968, Nazaret, Izrael) je izraelský katolický biskup, melchitský archieparcha akkonský a člen Shromáždění katolických ordinářů ve Svaté zemi.